# Gare de Novella
La gare de Novella est une gare ferroviaire française de la ligne de Ponte-Leccia à Calvi (voie unique à écartement métrique), située sur le territoire de la commune de Novella, dans le département de la Haute-Corse et la Collectivité territoriale de Corse (CTC).
Elle est mise en service en 1889 par la Compagnie de chemins de fer départementaux (CFD). C'est une halte des Chemins de fer de la Corse (CFC) desservie par des trains « grande ligne ». Arrêt facultatif (AF), il faut signaler sa présence au conducteur pour qu'il y ait un arrêt du train.

## Situation ferroviaire
Établie à 454 mètres d'altitude, la gare de Novella est située au point kilométrique (PK) 65,3 de la ligne de Ponte-Leccia à Calvi (voie unique à écartement métrique), entre les gare de Pietralba (AF) et de Palasca (AF).
Elle dispose d'une voie de service en impasse.

## Histoire
La gare de Novella est mise en service le 10 janvier 1889 par la CFD, lorsqu'elle ouvre à l'exploitation les 45 kilomètres de la section de Ponte-Leccia à Palasca du chemin de fer de Ponte-Leccia à Calvi. Elle est desservie par le chemin de grande communication n°10 qui permet de rejoindre la route nationale 197.

## Service des voyageurs

### Accueil
Halte voyageurs CFC, c'est un point d'arrêt non géré (PANG) à accès libre. C'est un arrêt facultatif  (AF) : le train ne s'arrête que si la demande a été faite au conducteur.

### Desserte
Novella est desservie par des trains CFC « grande ligne » de la relation Bastia - Calvi.

### Intermodalité
Le stationnement des véhicules est possible à proximité. 

## Patrimoine ferroviaire
L'ancien bâtiment voyageurs désaffecté a été transformé et est devenu un « gite d'étape », il s'agit d'un bâtiment type de la ligne à deux ouvertures avec un étage.